# Emil von Buttlar
Emil Hans Ernst Georg von Buttlar (aus der Linie der Buttlar zu Ziegenberg) (* 17. März 1817 in Ziegenberg (Wetteraukreis); † 6. April 1895 in Kassel) war ein deutscher Forstmeister und Mitglied der Kurhessischen Ständeversammlung.

## Leben
Emil von Buttlar wurde als Sohn des Freiherrn Wilhelm Ernst Moritz von Buttlar (1789–1839) und dessen Ehefrau Friederike Juliane Charlotte geb. von Wangenheim (1792–1850) geboren.
Nach seiner Schulausbildung wurde er 1839 Forstjunker und Auskultator („Lehrling“  ohne Bezahlung) im Habichtswald. Von 1843 an war er als Revierförster in Hausen und Morschen tätig. Die Ernennung zum Forstmeister in der Forstinspektion Schaumburg fiel in das Jahr 1856. Von 1859 bis 1867 war er – mit Unterbrechungen – Forstmeister im Habichtswald bzw. zeitweise der Söhre.
Zwei Jahre lang (1863–1865) war er Mitglied der Kurhessischen Ständeversammlung. Nach der Niederlegung seines Mandats, das er für den Grafen von Solms-Rödelheim wahrgenommen hatte, kam er 1867 als Regierungsrat zur Bezirksregierung Kassel im Königreich Preußen und blieb bis zu seiner Pensionierung im Jahre 1887 in der Forstverwaltung der Behörde tätig.